# Авенида Скалабрини Ортис
Проспект (авенида) Скалабрини Ортис (исп. Avenida Scalabrini Ortiz) — улица северной части города Буэнос-Айрес, Аргентина. Улица идёт от улицы Авенида Варнес до кладбища Чакарита. Названа в честь Рауля Скалабрини Ортис, журналиста, писателя Аргентины.

## Путешествуя по улице
Она начинается на проспекте Авенида Варнес, будучи продолжением улицы Coronel Apolinario Figueroa. На пересечении с улицей Авенида Корриентес, находится станция метро Малабия/Освальдо Пульезе линии B, менее чем в 100 метрах от проспекта. Пройдя около 11 кварталов по окрестностям района Вилья Креспо, затем пересекая улицу Авенида Кордоба попадаешь в район Палермо. На пересечении с улицей Авенида Санта-Фе находится станция метро Скалабрини Ортис линии D. На пересечении с Авенидой дель Либертадор находится площадь Пласа Алемания. Заканчивается на улице Авенида Фигероа Алькорта.

## История
Улица появилась в 1867 году, когда на месте проспекта был участок земли, который назывался El Camino del Ministro Inglés, принадлежащий английскому дипломату Henry Southern который использовал его, в качестве своего загородного дома, где он жил со своей семьей. Указ от 27 ноября 1893 года, изменил название улицы на Каннинг, в честь Джорджа Каннинга, который был тогда министром иностранных дел Великобритании. Другой указ от 31 мая 1974 г. правительства Хуана Доминго Перона, переименовало название Каннинг на Скалабрини Ортис, в честь Рауля Скалабрини Ортис, журналиста, писателя Аргентины. В 1976 году, после установления военной диктатуры, улица снова была переименована на Каннинг, пока ей не было восстановлено  нынешнее название, Скалабрини Ортис в 1985 году, после установления демократии в Аргентине.

## Галерея

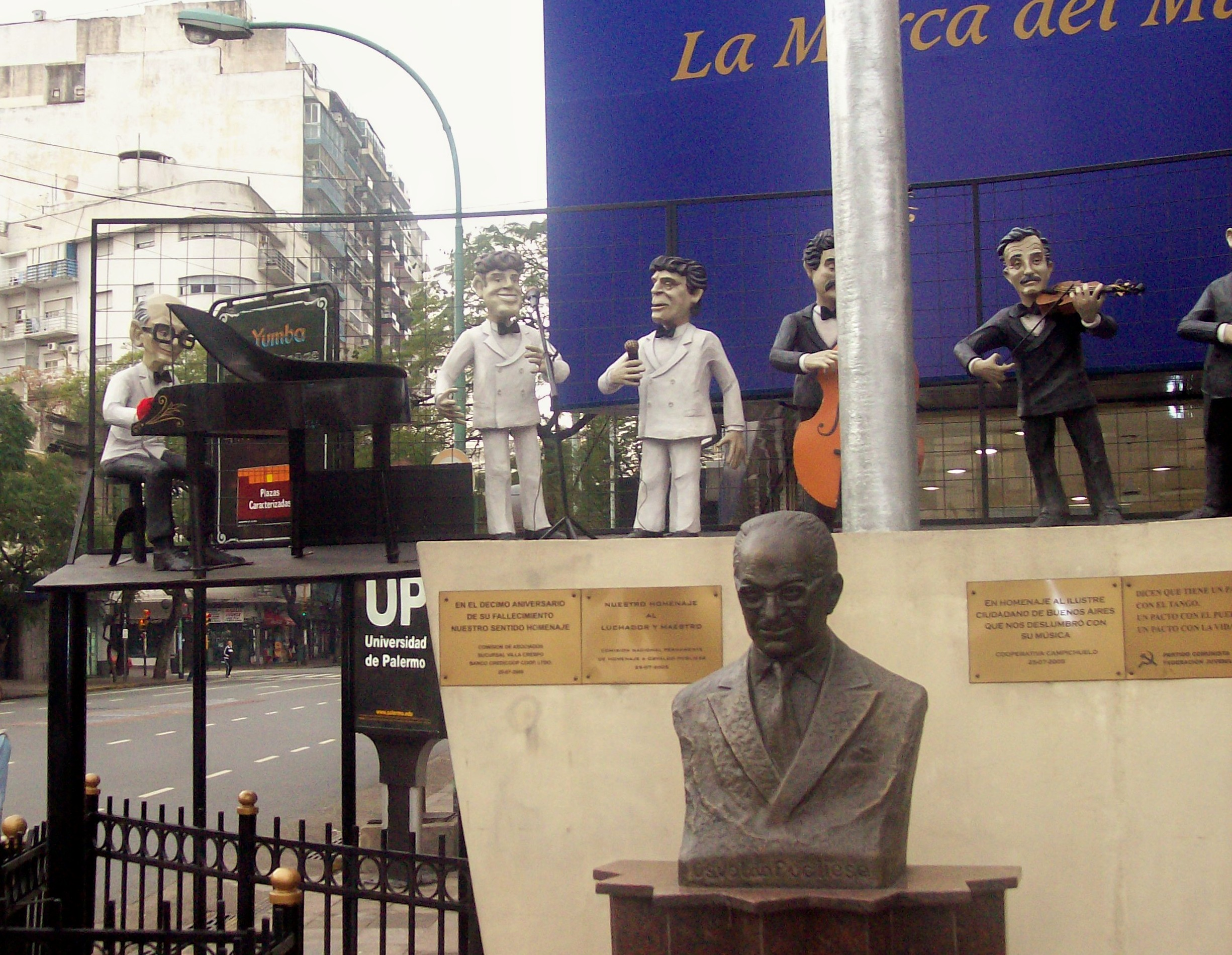
Бюст Освальдо Пульезе
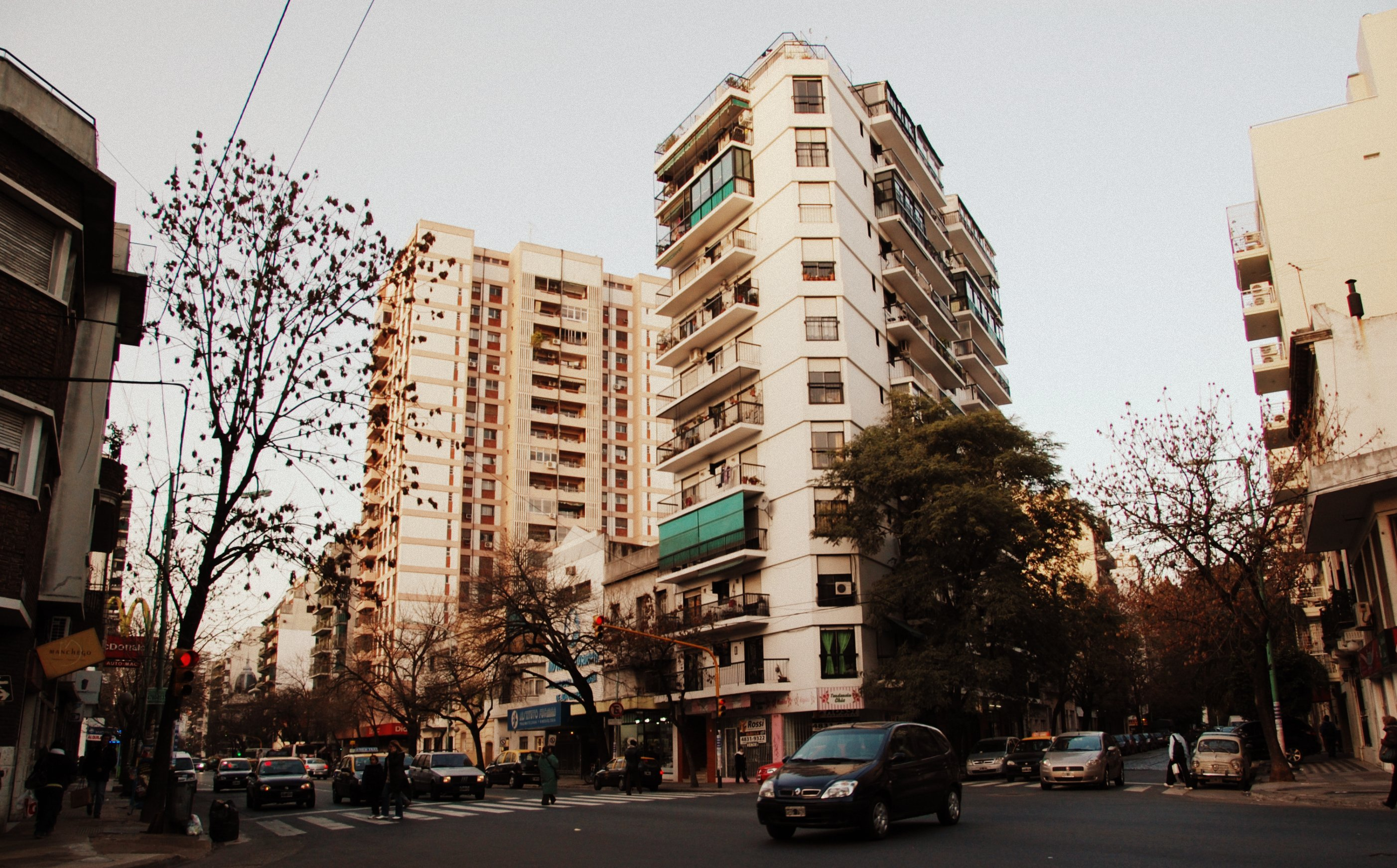
Авенида Скалабрини Ортис
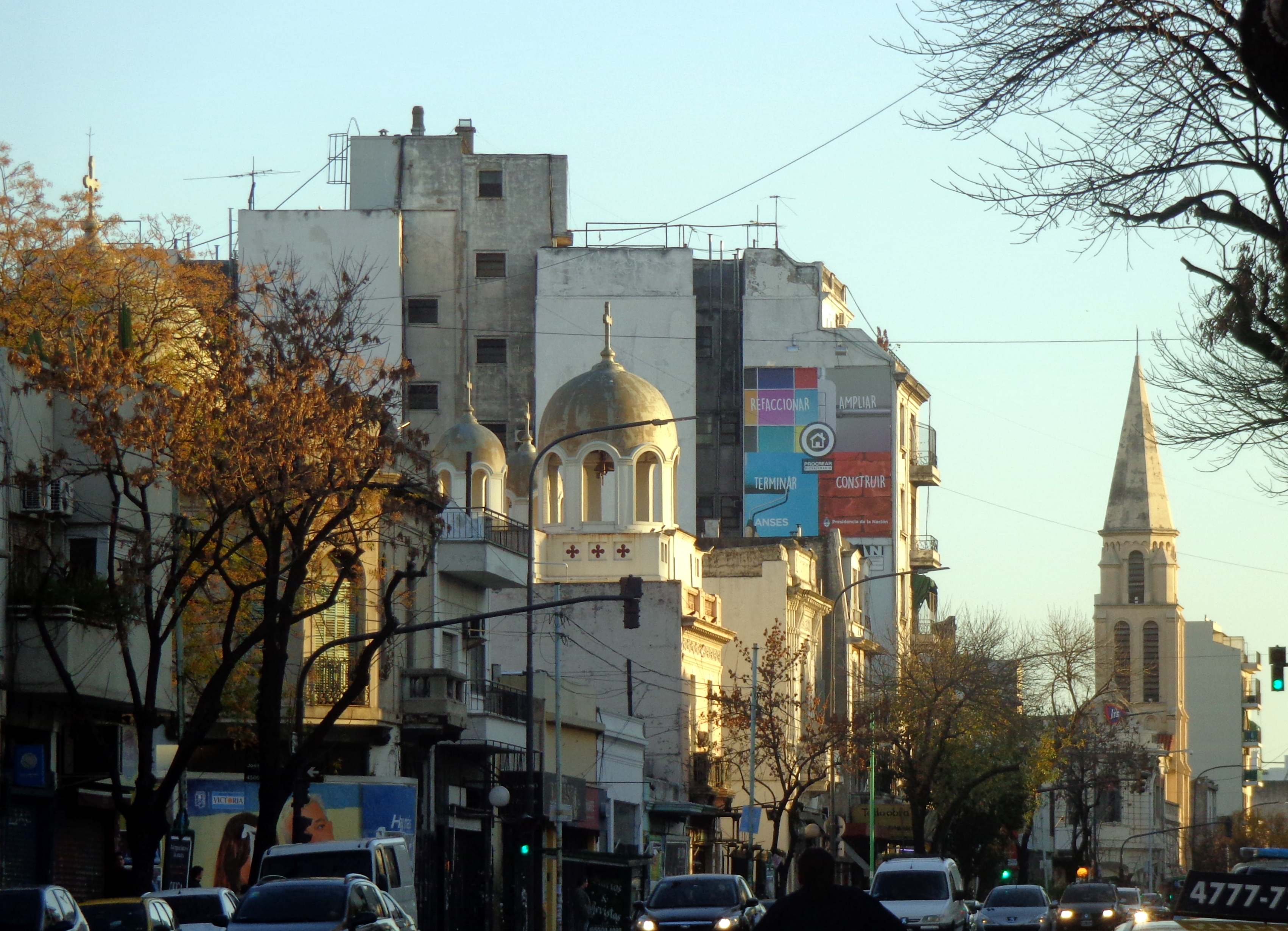
Церкви iglesia Nuestra Señora de la Consolación и Catedral San Jorge

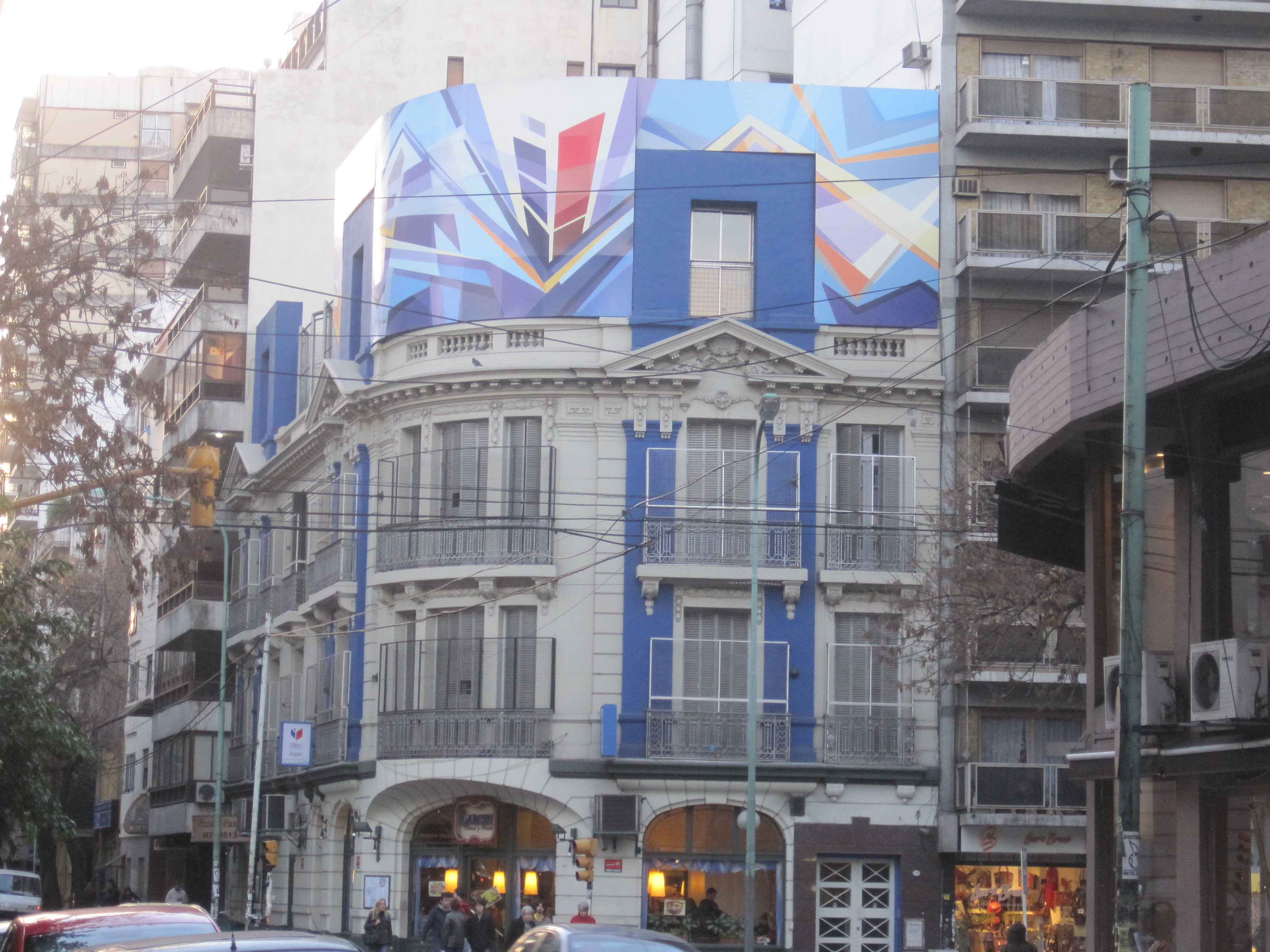
На углу с улицей Гуэмес
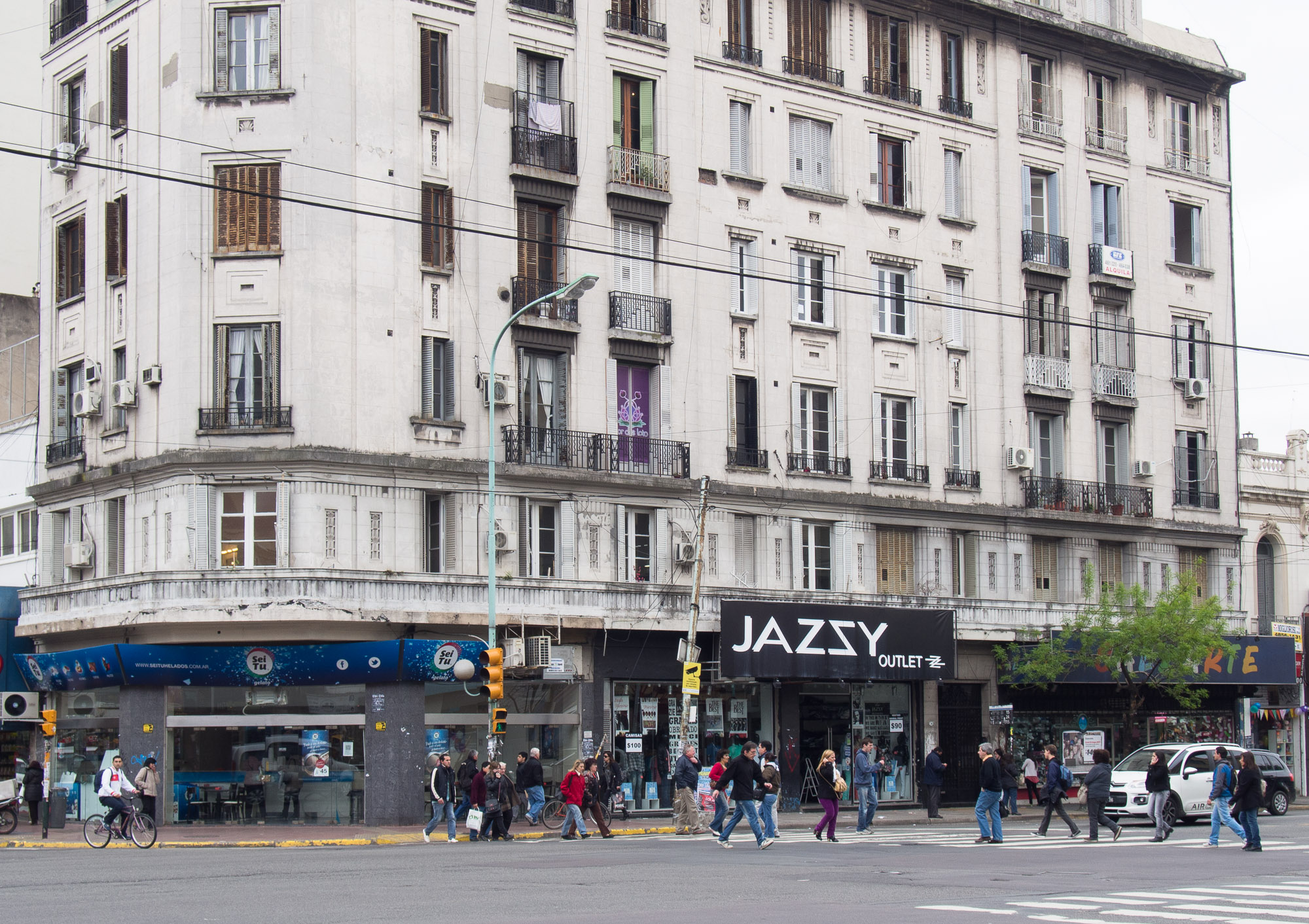
На углу с Корриентес